# HD 164604
HD 164604, eller Pincoya, är en orange stjärna i huvudserien i stjärnbilden Skytten.
HD 164604 har visuell magnitud +9,83 och kräver ett mindre teleskop för att kunna observeras. Den befinner sig på ett avstånd av ungefär 135 ljusår.
Stjärnan fick namnet Pincoya 2019, i samband med 100-årsjubileet för IAU. Pincoya är den kvinnliga vattenanden i sydchilensk mytologi som tar med drunknade sjömän till spökskeppet Caleuche där de får leva vidare i livet efter detta.

## Exoplaneter
Närvaron av en exoplanet vid stjärnan upptäcktes 2010. Planeten har en massa som är drygt 2,5 ggr Jupiters (MJUP och fick beteckningen HD 164604 b. 
| Planet | Massa       | Halv storaxel (AE) | Siderisk omloppstid (d) | Excentricitet | Inklination | Radie |
| ------ | ----------- | ------------------ | ----------------------- | ------------- | ----------- | ----- |
| b      | ≥2,7±1,3 MJ | 1,3±0,05           | 696,4±9,0               | 0,24±0,14     | –           | –     |